# Singhalenus
Singhalenus là một chi bọ cánh cứng trong họ 
Elateridae.
Chi này được miêu tả khoa học năm 1859 bởi Candèze.

## Các loài
Các loài trong chi này gồm:
- Singhalenus candezei Schwarz, 1896
- Singhalenus taprobanicus Candèze, 1859